# Enicodes kaszabi
Enicodes kaszabi är en skalbaggsart som beskrevs av Stefan von Breuning 1978. Enicodes kaszabi ingår i släktet Enicodes och familjen långhorningar. Inga underarter finns listade i Catalogue of Life.